# Drimpton
Drimpton – wieś w Anglii, w hrabstwie Dorset. Leży 33 km na północny zachód od miasta Dorchester i 203 km na zachód od Londynu.